# Оркестр Норвежского радио
Оркестр Норвежского радио (норв. Kringkastingsorkestret) — симфонический оркестр норвежской национальной корпорации теле- и радиовещания NRK, базирующийся в Осло.
Оркестр Норвежского радио является одним из наиболее известных и популярных академических музыкальных коллективов в своей стране. В его состав входят 53 музыканта. Репертуар оркестр довольно разнообразен. Традиционной классической музыке посвящено около 70 % его выступлений. Остальные же 30 % приходятся на эксперименты с джазовой, рок- и поп-музыкой. За годы существования оркестра с ним работали такие знаменитые классические и рок-музыканты как Лучано Паваротти, Барбара Хендрикс, Вилли Нельсон, Кири Те Канава, Анастэйша, Сиссель Хюрхьебё и Пол Маккартни. Оркестр Норвежского радио ежегодно принимает участие в концерте, посвящённом церемонии вручения Нобелевской премии мира в Осло.
В 2010 году оркестр совместно с хором Schola Cantorum принимал участие в записи восьмого студийного альбома норвежской блэк метал-группы Dimmu Borgir под названием Abrahadabra. А 28 мая 2011 года выступили вместе с данным коллективом в Осло на Oslo Spectrum.

## Главные дирижёры
- Эйвинд Ингвар Берг (1946—1976)
- Сверре Бруланн (1976—1988)
- Ави Островски (1989—1992)
- Ари Расилайнен (1993—2002)
- Рольф Гупта (2003—2006)
- Томас Сёндергорд (с 2009 г.)